# 댕기흰죽지
댕기흰죽지(영어: tufted duck, tufted pochard, 학명: Aythya fuligula)는 개체수가 100만 마리에 근접한 작은 오리과 조류이다. 유라시아 북부에서 발견된다. 학명은 아리스토텔레스를 포함한 여러 저자가 식별되지 않은 바닷새로 언급한 고대 그리스어 aithuia, 그리고 그을음을 의미하는 라틴어 fuligo, 그리고 목구멍을 의미하는 gula에서 기원한다.

## 설명
다음의 표는 댕기흰죽지를 측정한 표이다.
| 측정치        | 수컷         | 암컷         |
| ------------- | ------------ | ------------ |
| 몸무게 범위   | 753-1026.2 g | 629-906.8 g  |
| 몸무게 평균   | 889.6 g      | 768.3 g      |
| 길이 범위     | 40.6-45.7 cm | 40.6-45.7 cm |
| 길이 평균     | 43.2 cm      | 43.2 cm      |
| 날개길이 범위 | 20.2-21.2 cm | 19.4-20.7 cm |